# Secret Symphony
Secret Symphony è il quinto album della cantante anglo-georgiana Katie Melua, pubblicato il 5 marzo 2012.
Il disco contiene inediti e cover. Tra queste ultime si segnalano All Over the World di Françoise Hardy, Gold in them Hills di Ron Sexsmith, Moonshine di Fran Healy e Nobody Knows You When You're Down and Out di Jimmy Cox.

## Tracce
1. Gold in them Hills – 3:31 (Ron Sexsmith)
2. Better Than a Dream – 3:10 (Mike Batt)
3. The Bit That I Don't Get – 3:12 (Mike Batt)
4. Moonshine – 2:41 (Francis Healy)
5. Forgetting All My Troubles – 3:22 (Katie Melua)
6. All Over the World – 2:56 (Françoise Hardy)
7. Nobody Knows You When You're Down and Out – 4:33 (Jimmy Cox)
8. The Cry of the Lone Wolf – 3:59 (Katie Melua, Mike Batt)
9. Heartstrings – 2:53 (Katie Melua, Mike Batt)
10. The Walls of the World – 3:25 (Mike Batt)
11. Secret Symphony – 3:51 (Mike Batt)

## Classifiche
| Classifica (2012)               | Peak position |
| ------------------------------- | ------------- |
| Austrian Albums Chart           | 3             |
| Belgian (Flanders) Albums Chart | 10            |
| Belgian (Wallonia) Albums Chart | 4             |
| Danish Albums Chart             | 4             |
| Dutch Albums Chart              | 6             |
| Finnish Albums Chart            | 6             |
| French Albuns Chart             | 6             |
| German Albums Chart             | 2             |
| Irish Albums Chart              | 23            |
| Norwegian Albums Chart          | 6             |
| Polish Albums Chart             | 1             |
| Portuguese Albums Chart         | 18            |
| Spanish Albums Chart            | 46            |
| Swedish Albums Chart            | 22            |
| Swiss Albums Chart              | 2             |
| Official Albums Chart           | 8             |